# Józef Tesznar
Józef Marian Tesznar (ur. 15 maja 1887 w Koniuchach, zm. 15 sierpnia 1966) – podpułkownik audytor Wojska Polskiego.

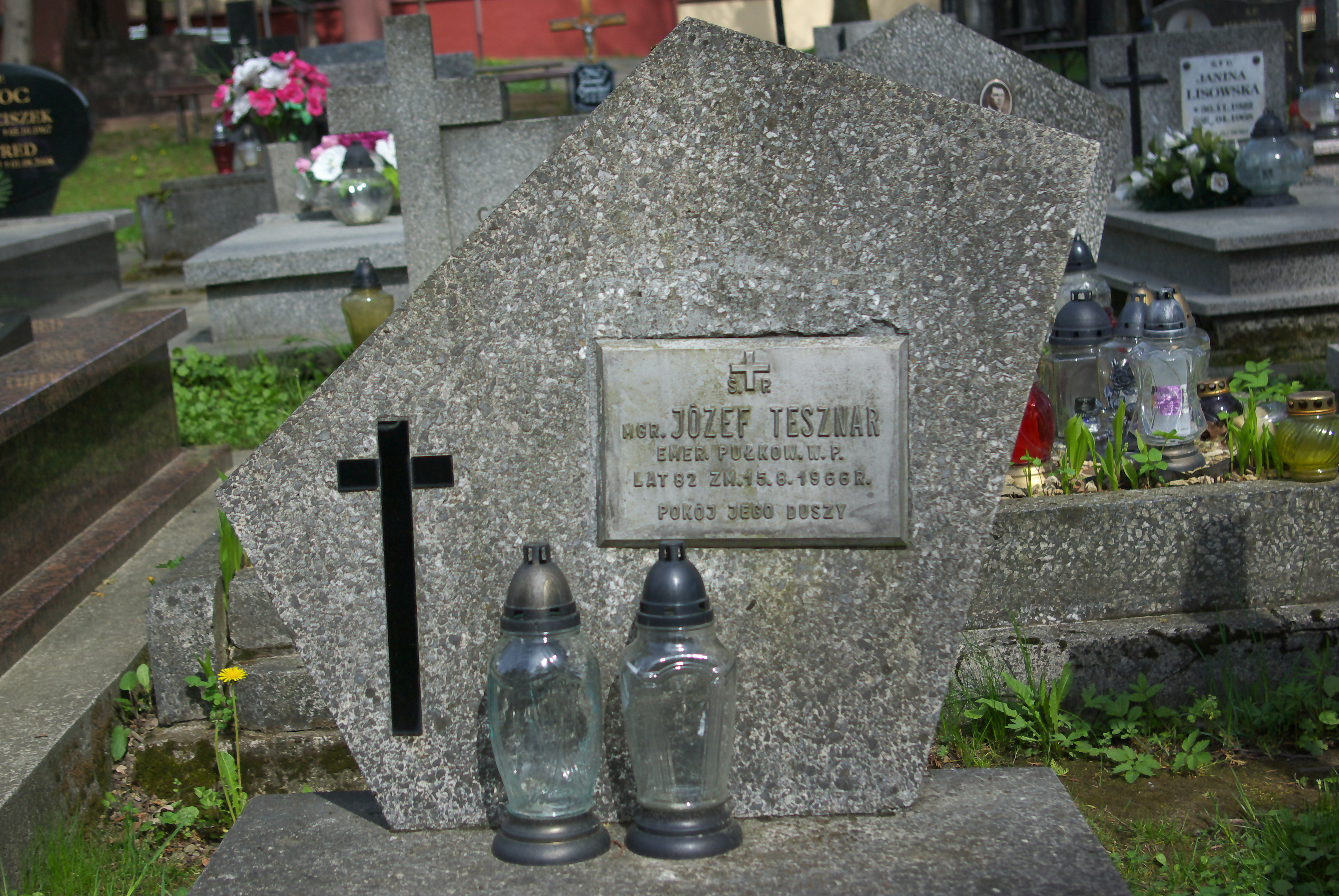
Grób Józefa Tesznara

## Życiorys
Urodził się 5 maja 1890 w Koniuchach jako syn Jana. W 1903 ukończył V klasę w C. K. III Gimnazjum im. Franciszka Józefa we Lwowie.
W C. K. Armii został mianowany na stopień aspiranta w grupie zawodowych audytorów z dniem 20 maja 1913. Ponadto został mianowany chorążym piechoty w rezerwie z dniem 1 lipca 1913. W tym charakterze był przydzielony do 4 batalionu strzelców polowych – jednostki ze sztabem w Braunau am Inn, kadrą kompanii zapasowej w Rzeszowie i uzupełnianej z terytorium 10 korpusu z siedzibą w Przemyślu. Potem został awansowany na porucznika audytora z dniem 1 lipca 1914 i podczas I wojny światowej do 1918 służył w sądzie brygady w Przemyślu. Podczas wojny został awansowany na stopień kapitana audytora z dniem 1 listopada 1917.
Po zakończeniu I wojny światowej, jako były oficer armii austriackiej został przyjęty do Wojska Polskiego i zatwierdzony w stopniu kapitana. Został awansowany na stopień majora w korpusie oficerów zawodowych sądowych ze starszeństwem z 1 czerwca 1919. Od 1921 do 1921 kierował Wojskowym Sądem Rejonowym w Częstochowie. W 1923, 1924 był podprokuratorem przy Wojskowym Sądzie Okręgowym Nr X w Przemyślu, a 1924 podprokuratorem przy Wojskowym Sądzie Okręgowym Nr IX w Brześciu. W 1928 służył w Wojskowym Sądzie Rejonowym w Krakowie. Od 26 lutego 1931 był szefem prokuratury przy WSO Nr IX w Brześciu. Później został awansowany na stopień podpułkownika audytora ze starszeństwem z dniem 1 stycznia 1933. Od sierpnia 1935 był szefem WSO Nr X w Przemyślu. Stanowisko sprawował do czasu wybuchu II wojny światowej we wrześniu 1939.
Zmarł 15 sierpnia 1966 i został pochowany na Cmentarzu Komunalnym w Brzozowie.

## Odznaczenia
- Złoty Krzyż Zasługi (przed 1932)[21]
- Brązowy Medal Zasługi Wojskowej na wstążce Krzyża Zasługi Wojskowej – Austro-Węgry (przed 1917)[8]
- Złoty Krzyż Zasługi Cywilnej na wstążce Medalu Waleczności – Austro-Węgry (przed 1918)[9]